# Concattedrale di Opava
La concattedrale di Santa Maria Assunta (Konkatedrála Nanebevzetí Panny Marie) è la chiesa cattolica principale di Opava e concattedrale della diocesi di Ostrava-Opava, eretta nel 1996. Fu fino al Novecento parte dell'arcidiocesi di Breslavia, anche se già nel 1777 era prevista la sua promozione a cattedrale nel piano di Pio VI di creare una diocesi, suffraganea dell'arcidiocesi di Olomouc, a Troppau (Opava) per la Slesia austriaca.
La costruzione iniziò nel 1204 ad opera dell'Ordine Teutonico, ma già nel 1237 il Re Venceslao I di Boemia la dichiarò parrocchia di Troppau (Opava). Divenne la più grande e importante chiesa della Slesia meridionale e la sua torre raggiunse i 102 metri. Tra il 1689 e il 1759 ebbe modifiche in stile barocco. Nel corso della seconda guerra mondiale subì dei danni per via di un bombardamento.